# Martin Kamburow
Martin Andriejew Kamburow (bułg. Мартин Камбуров; ur. 13 października 1980) – bułgarski piłkarz, obecnie grający na pozycji napastnika w Łokomotiwie Płowdiw.
Trzykrotnie został królem strzelców ligi bułgarskiej.